# 신부들의 전쟁
《신부들의 전쟁》(영어: Bride Wars)은 2009년 공개된 미국의 로맨틱 코미디 영화이다.

## 줄거리
소꿉친구 에마와 리브는 어려서부터 플라자 호텔에서 6월에 결혼식을 올리는 게 꿈이었다. 로펌 로프스 & 그레이 소속 변호사가 된 리브와 중학교 교사 에마는 각자 청혼을 받고 결혼식을 준비한다. 그러나 일이 꼬여 같은 날 결혼식이 잡히자 둘은 앙숙이 되고 마는데...

## 출연
- 케이트 허드슨 - 올리비아 "리브" 러너 역
- 앤 해서웨이 - 에마 앨런 역
- 크리스 프랫 - 플레처 플럼슨 역
- 스티브 하우이 - 대니얼 윌리엄스, 리브의 헤지펀드 매니저 남자친구 역
- 브라이언 그린버그 - 네이선 "네이트" 러너, 리브의 남동생, 유명 잡지 기자 역
- 캔디스 버건 - 매리언 세인트클레어, 뉴욕 최고의 웨딩 플래너 역
- 크리스틴 존스턴 - 데브 델가도, 에마의 동료 교사 역
- 마이클 아든 - 케빈, 리브의 조수 역
- 준 다이앤 레이필 - 어맨다, 리브와 에마의 친구 역
- 헤티엔 박 - 머리사, 리브와 에마의 친구 역
- 로런 비트너 - 에이미, 리브와 에마의 친구 역
- 케이시 윌슨 - 스테이시 윌슨, 또 다른 6월의 신부 역
- 폴 시어 - 리키 쿠, 안무가 역
- 존 팬코 - 존 앨런, 에마의 아버지 역
- 빌리 엉거 - 목소리 출연
- 콜린 포드 - 목소리 출연

## 기타 제작진
- 총괄 제작: 아넌 밀천
- 배역: 마샤 더보니스, 제니퍼 유스턴
- 미술: 댄 리
- 세트: 론 본블롬버그
- 의상: 캐런 패치